# Atlanta Fire Ants
Die Atlanta Fire Ants waren ein US-amerikanisches Inlinehockeyfranchise aus Atlanta im Bundesstaat Georgia. Es existierte im Jahr 1994 und nahm an einer Spielzeit der professionellen Inlinehockeyliga Roller Hockey International teil. Die Heimspiele des Teams wurden im Omni Coliseum ausgetragen.

## Geschichte
Die Atlanta Fire Ants waren 1994 eines von 24 Teams, die in der Saison 1994 am Spielbetrieb der professionellen Roller Hockey International teilnahmen. In seiner einzigen Saison qualifizierte sich das Team für die Teilnahme an den Playoffs um den Murphy Cup. Dort unterlag es aber im Conference-Viertelfinale den Minnesota Arctic Blast.
Nach der Saison 1994 wurde das Team nach Oklahoma City im Bundesstaat Oklahoma umgesiedelt, wo es von 1995 bis 1996 als Oklahoma Coyotes am Spielbetrieb der Roller Hockey International teilnahm. Nachdem die Coyotes im Spieljahr 1997 pausierten und die Saison 1998 abgesagt worden war, folgte eine weitere Umsiedlung. Das Franchise wurde nach Las Vegas im Bundesstaat Nevada verlegt, wo es als Las Vegas Coyotes in der Saison 1999 am Spielbetrieb der Roller Hockey International teilnahm. 
1994 hatten die Fire Ants einen Zuschauerschnitt von 3389 und fanden sich im Vergleich der anderen Teams im unteren Drittel wieder. Der Zuschauerkrösus Anaheim Bullfrogs hatte einen Schnitt von 10155, während lediglich 1505 Zuschauer die Spiele der Calgary Rad’z besuchen wollten.
Die Teamfarben waren Rot, Gelb, Schwarz und Weiß.

## Saisonstatistik
Abkürzungen: Sp = Spiele, S = Siege, N = Niederlagen, U = Unentschieden, Pkt = Punkte, T = Erzielte Tore, GT = Gegentore
| Saison | Sp | S  | N  | U | Pkt | T   | GT  | Platz       | Playoffs                                                |
| 1994   | 22 | 10 | 10 | 2 | 22  | 168 | 190 | 4., Central | Niederlage im Conference-Viertelfinale, 0:2 (Minnesota) |

## Bekannte Spieler
- Aigars Cipruss
- Devin Edgerton
- Jeff Madill
- Marco Pietroniro
- Boris Rousson
- Tony Szabo
- Terry Virtue